# L'infinito dentro noi
L'infinito dentro noi è una compilation del cantautore italiano Anonimo Italiano, pubblicata nel 2006. Contiene due brani inediti, scritti da Tony Carnevale.

## Tracce
1. Più che puoi[1]
2. Anche questa è vita
3. E così addio
4. Buona fortuna
5. Senza di te[1]
6. Ancora qui
7. In questo corpo a corpo
8. Tu
9. Se anche tu come me
10. Mi mancherai